# Abbach-Schloßberg
Abbach-Schloßberg ist ein Gemeindeteil von Bad Abbach im niederbayerischen Landkreis Kelheim. Er ist baulich verbunden mit dem Hauptort Bad Abbach.
Die jüngsten verfügbaren Werte zu Abbach-Schloßberg in den Amtlichen Ortsverzeichnissen für Bayern stammen aus der Ausgabe von 1928. Hier wird für 1925 der Ort als Dorf angegeben, mit 203 Einwohnern und 31 Wohngebäuden. Später werden keine separaten Zahlenwerte mehr für den Ort ausgewiesen.

## Geschichte
Die frühere Gemeinde Schloßberg-Abbach im Bezirksamt Kelheim wurde 1895 nach Abbach eingegliedert. Sie bestand aus drei Orten, dem Dorf Abbach-Schloßberg und den Weilern Au und Weichs. Die Gemeindefläche betrug fast 100 Hektar. Der ursprüngliche Gemeindename Schloßberg-Abbach wurde 1865 in Abbach-Schloßberg geändert.
Einwohnerentwicklung der Gemeinde
- 1840: 148 Einwohner
- 1861: 181 Einwohner
- 1871: 169 Einwohner
- 1890: 197 Einwohner

Quelle: